# Прапор трансгендерних людей
Прапор трансгендерних людей (англ. transgender flag) — один із прайд-прапорів, що репрезентує трансгендерність, трансгендерних людей і трансгендерну спільноту. Його використання подібне до оригінального веселкового прапора, але специфічне для трансгендерної спільноти.
Він був розроблений у 1999 році Монікою Гелмс і з того часу був прийнятий трансгендерною спільнотою по всьому світу.
Дизайн прапора складається з п'яти горизонтальних смуг трьох кольорів: блакитного, світло-рожевого, білого, світло-рожевого та блакитного. Існують також споріднені прапори, зокрема ті, що поєднують «прогресивну» версію веселкового прапора з трансгендерними та інтерсексуальними прапорами, а також різні прапори для ніш всередині трансгендерних та небінарних спільнот.
Окрім загальноприйнятого дизайну прапора трансгендерів, деякі художники створили альтернативні дизайни, які використовуються їхніми місцевими спільнотами.

## Історія та дизайн
Прапор був створений американською трансжінкою Монікою Гелмс у 1999 році й уперше показаний на параді гордості у Фініксі, штат Аризона, у 2000 році. Ідея виникла у Гелмс після розмови з другом Майклом Пейджем, який розробив бісексуальний прапор за рік до цього.
19 серпня 2014 року Моніка Гелмс подарувала оригінальний прапор гордості трансгендерів Смітсонівському національному музею американської історії.
У 2019 році, через 20 років після створення прапора, Гелмс опублікувала мемуари «Більше, ніж просто прапор», в яких зазначила, наскільки вона була здивована прийняттям свого прапора: 
«Швидкість, з якою поширилося використання прапора, не перестає мене дивувати, і кожного разу, коли я бачу його або його фотографію, що майорить над історичною ратушею чи будівлею, мене переповнює гордість».